# Руберг, Ларс
Ларс Руберг (швед. Lars (Laurentius) Roberg, 4 января 1664, Стокгольм — 21 мая 1742, Уппсала) — шведский медик, ботаник и зоолог. Долгие годы преподавал медицину в Уппсальском университете, неоднократно занимал должность ректора этого университета. Среди его учеников можно выделить Карла Линнея и Петера Артеди.

## Биография
Родился в Стокгольме в семье королевского аптекаря Даниэля Руберга 4 января 1664 года. В 1675 году, будучи ещё совсем юным, стал студентом Уппсальского университета. В 1680 году отправился в длительное заграничное путешествие по Германии, Франции и Англии, учился в Виттенберге и Лейдене. После краткого пребывания в Швеции снова вернулся в Лейден, где в 1693 году защитил докторскую степень по медицине. В 1697 году занял должность профессора медицины в Уппсальском университете, на этой должности он пребывал до своей смерти в 1742 году. Известен как основатель первой в Швеции больницы при университете — Nosocomium academicum (1708, позже — Уппсальская академическая больница).
Руберг был последователем философии киников. По отзывам современников, он казался человеком странным, одевался плохо, при этом был талантливым учёным. Руберг проповедовал новую механистическую физиологию, которая основывалась на том, что всё многообразие мира имеет единое устройство и может быть сведено к относительному небольшому числу рациональных законов, подобно тому, как физика сводится к законам Ньютона. Основной постулат этого учения «человек есть машина» (лат. homo machina est) применительно к медицине в изложении Руберга выглядел следующим образом: «Сердце — насос, лёгкие — кузнечный мех, живот — корыто».
Научные труды Руберга посвящены медицине, а также ботанике, зоологии и гуманитарным наукам. Кроме того, получили известность несколько его гравюр по дереву с листов рукописи Серебряного кодекса (VI век) — манускрипта перевода Библии на готский язык, хранящегося в Уппсальском университете.
Вскоре после основания Шведской королевской академии наук (1739) стал одним из первых её членов.

## Некоторые работы
- Lijkrevnings tavlor (1718)
- Characteres morborum (1729)
- CLIII aphorismi chemici (1733)
- Artis chirurgicæ conspectus brevis (1740)

## Комментарии
1. ↑  Ларс Руберг, по данным словарей Svenskt biografiskt lexikon (1998—2000) и Svenskt biografiskt handlexikon (1906), родился в 1664 году[3][4], этот же год фигурирует во многих других источниках; в то же время, по данным словаря Nordisk familjebok (1916), Руберг родился в 1654 году[5]. Относительно даты его рождения также имеются расхождения: в Svenskt biografiskt lexikon (1998—2000) указана дата 4 января[3], в Nordisk familjebok (1916) и Svenskt biografiskt handlexikon (1906) — 24 января[5][4].